# 2020
2020 (MMXX) var ett skottår som började en onsdag i den gregorianska kalendern.

## Coronaviruspandemin
2020 präglades starkt av COVID-19-pandemin och den ekonomiska depression, de globala nedstängningar och karantäner, de uppskjutna och inställda evenemangen samt den sociala oro som pandemin och dess politiska hantering förde med sig. Utbrottet startade i den kinesiska staden Wuhan i provinsen Hubei i november-december 2019. I januari-februari 2020 hade pandemin spridit sig till merparten av världen. Beslutsfattare världen runt har sedan dess tagit till mycket drastiska och långtgående åtgärder för att situationen inte ska bli ohanterlig och inte minst för att minska trycket på sjukvården. I stort sett alla större kultur- och idrottsevenemang sköts upp under hela 2020, inklusive de Olympiska Spelen. I december 2020 påbörjades långsamt vaccineringen mot Covid-19 efter att några av de många vaccinkandidaterna som tagits fram godkänts.

## Händelser
- Galway (Irland) och Rijeka (Kroatien) är Europas kulturhuvudstäder under året.

### Januari

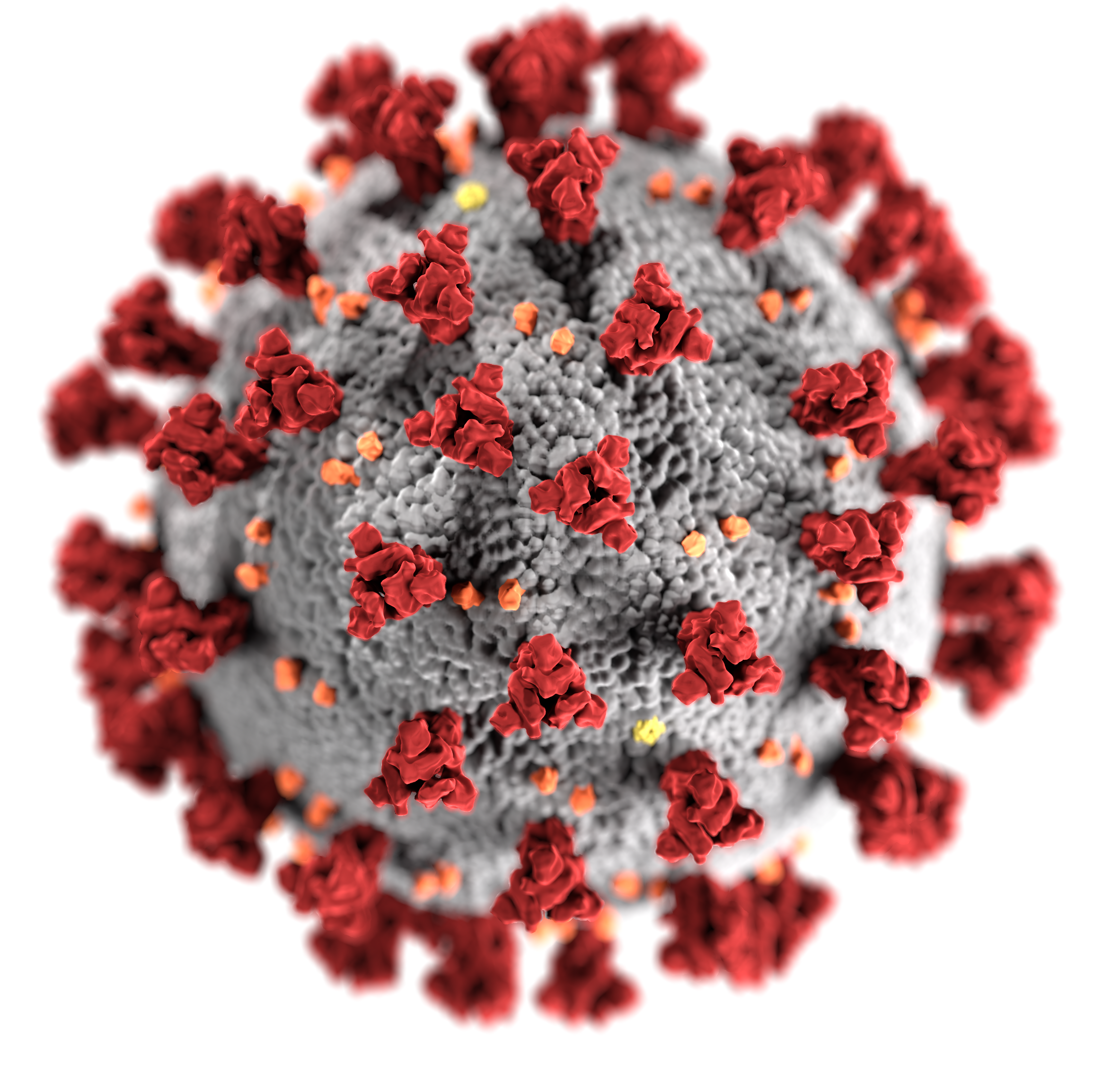
Ett utbrott av viruset sars-cov-2 inträffar i Wuhan i Kina och sprids vidare till andra delar av världen.

Storbritannien lämnade Europeiska unionen.

- Coronaviruspandemin: Ett utbrott av coronavirus inträffar i Wuhan i Kina och sprids vidare till andra delar av världen.
- 1 januari – Barnkonventionen blir svensk lag.[1]
- 3 januari – Den iranske generalen Qasem Soleimani dödas i en amerikansk drönarattack mot Bagdads internationella flygplats i Irak.[2]
- 8 januari – Ukraine International Airlines Flight 752 skjuts ner utanför Irans huvudstad Teheran, strax efter start från Imam Khomeinis internationella flygplats. Samtliga 176 ombord omkommer.
- 15 januari
  - Jonas Sjöstedt meddelar att han inte ställer upp till omval som partiledare vid Vänsterpartiets planerade kongress i maj.
  - Wikipedia har öppnats helt i Turkiet.
- 16 januari – Dmitrij Medvedev avgår som Rysslands premiärminister och efterträds av Michail Misjustin.
- 23 januari – I Girjasmålet får Girjas sameby ensamrätt för upplåtelse av jakt och fiske ovanför trädgränsen inom samebyns område.
- 24 januari – Minst 41 personer dödas i en jordbävning i östra Turkiet. Staden Elâzığ är den som drabbas hårdast av skakningen. Bland omkomna finns invånare från staden Malatya.
- 26 januari
  - Björn Goop vinner travloppet Prix d'Amérique tillsammans med Face Time Bourbon, och blir även första svensk att vinna loppet två gånger.
  - Kobe Bryant omkommer i en helikopterolycka tillsammans med sin 13-åriga dotter samt sju andra personer ombord.
- 30 januari – Coronaviruspandemin: Världshälsoorganisationen utlyser ett internationellt hälsonödläge med anledning av det pågående utbrottet av covid-19.
- 31 januari – Storbritannien lämnar Europeiska unionen. Antalet medlemsländer i Europeiska unionen minskade till 27.

### Februari
- 5 februari
  - 33 personer omkommer i två laviner i staden Van i Turkiet.
  - USA:s senat frikänner president Donald Trump i riksrättsåtalet mot honom.
- 8 februari
  - Minst 25 personer dödas i en masskjutning i provinsen Nakhon Ratchasima i Thailand.
  - Parlamentsval äger rum i Irland.
- 19 februari – Masskjutningen i Hanau 2020: 11 personer dödas i ett högerextremt terrordåd i staden Hanau i Hessen, Tyskland.
- 24 februari – Attentatet i Volkmarsen 2020: Över 30 skadas, varav sju allvarligt, när en bil körs in i en folkmassa i staden Volkmarsen i Hessen, Tyskland.
- 26 februari – Minst 23 dödas och 189 andra skadas i kravaller i North East Delhi i Indien.

### Mars
- 9 mars
  - Coronaviruspandemin: Hela Italiens befolkning placeras i karantän för att förhindra fortsatt spridning av covid-19 i landet.
  - New York-börsen noterar det största raset sedan finanskrisen 2008. Raset kopplas bland annat till det pågående coronavirusutbrottets påverkan på världsekonomin, samt ett oljepriskrig mellan Saudiarabien och Ryssland.
- 11 mars
  - Guldbron anländer till Stockholm.
  - Coronaviruspandemin: Världshälsoorganisationen klassar utbrottet av sars-cov-2 som en pandemi. Samma dag bekräftas det första dödsfallet orsakat av covid-19 i Sverige.
- 12 mars
  - Coronaviruspandemin: USA:s president Donald Trump beslutar att flygresor från Europa, med undantag för Storbritannien, till USA stoppas i 30 dagar från och med midnatt den 13 mars.
  - Stockholmsbörsen rasar med 11 procent, bland annat till följd av den pågående coronaviruspandemin. Raset är det största i modern tid, och större än raset under svarta måndagen 1987.
- 17 mars - Coronaviruspandemin: Sveriges regering rekommenderar alla landets gymnasieskolor, vuxenutbildningar, yrkeshögskolor, högskolor och universitet att endast bedriva distansundervisning tillsvidare från och med den 18 mars 2020.
- 18 mars – Eurovision Song Contest 2020 ställs in på grund av den pågående coronaviruspandemin.
- 22 mars – En jordbävning på magnituden 5.3 inträffar i Kroatiens huvudstad Zagreb.[3]
- 24 mars – Olympiska sommarspelen 2020 skjuts upp ett år på grund av den pågående coronaviruspandemin.[4]
- 27 mars – Nordmakedonien blir medlem i Nato.[5]

### April
- 4 april – I Storbritannien tillträder Keir Starmer partiledarposten för Labour efter Jeremy Corbyn.[6]
- 6 april – Coronaviruspandemin: Utrikesminister Dominic Raab leder tillfälligt Storbritanniens regering, efter att premiärminister Boris Johnson insjuknat i covid-19 och intensivvårdas.[7]
- 8 april – Senator Bernie Sanders hoppar av sin presidentkampanj i USA, vilket öppnar vägen för Joe Biden till att nomineras till Demokratiska partiets kandidat inför presidentvalet i november 2020.[8]
- 20 april – Råoljepriset i USA, mätt som West Texas Intermediate för leverans i maj, når negativa siffror på grund av minskad efterfrågan på olja under coronaviruspandemin i kombination med höga lagringskostnader för produktionsöverskottet.[9]

### Maj
- 10 maj – Coronaviruspandemin: Antalet personer världen över som bekräftats ha insjuknat i covid-19 överstiger fyra miljoner, enligt siffror från amerikanska Johns Hopkins University.[10]
- 19 maj – Orkanen Amphan drar in över Indien och Bangladesh.[11]
- 22 maj – 97 dödas i en flygolycka i Karachi, Pakistan.[12]
- 25 maj –  Den 46-årige afroamerikanen George Floyd dödas i samband med ett våldsamt polisingripande i Minneapolis, Minnesota, USA, vilket ger upphov till omfattande protester mot rasism och polisbrutalitet över hela USA samt andra delar av världen.[13]
- 29 maj – Sveriges kultur- och idrottsminister Amanda Lind tillkännager att all elitidrott, inklusive Fotbollsallsvenskan 2020, får återupptas från 14 juni, men utan publik.[14]

### Juni
- 9 juni – En 37-åring anhålls för dubbelmordet i Linköping den 19 oktober 2004, baserat på DNA-släktforskning.[15]
- 10 juni – Åklagare Krister Petersson pekar ut Stig Engström , även känd som "Skandiamannen", som misstänkt gärningsman i mordet på Olof Palme 1986 och lägger samtidigt ner mordutredningen.[16]
- 25 juni – Reaktorn Ringhals 1 får 300 miljoner kronor av Svenska kraftnät i ett unikt avtal för att stabilisera det ansträngda elnätet i södra Sverige.[17]
- 28 juni – Coronaviruspandemin: Antalet bekräftade smittade i covid-19 i världen når 10 miljoner samtidigt som antalet döda beräknas till en halv miljon, enligt siffror från amerikanska Johns Hopkins University.[18]

### Juli
- 1 juli – Tyskland tar över ordförandeskapet i Europeiska unionens råd efter Kroatien.[19]
- 3 juli – Frankrikes premiärminister Édouard Philippe och hans regering avgår.[20]
- 10 juli – Bulgarien och Kroatien ansluter sina valutor till Europeiska växelkursmekanismen, första steget för att införa euron.[21]
- 13 juli – Kometen Neowise är synlig för blotta ögat i norra Europa.[22]
- 31 juli – 2 personer omkommer och 50 skadas då en tågolycka äger rum i Soure, Portugal när ett höghastighetståg krockar med ett arbetsfordon.[23]

### Augusti

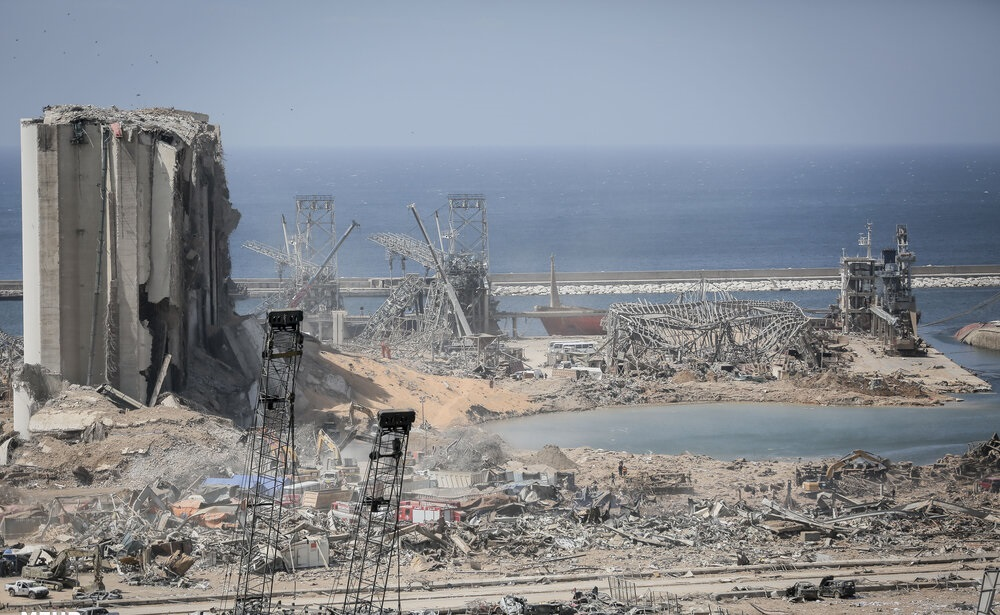
Explosionerna i Beirut 2020

- 4 augusti – Explosionerna i Beirut 2020: Minst 220 personer omkommer och 5000 skadas då två explosioner inträffar i Libanons huvudstad Beirut. Libanesiska myndigheter uppger att stora mängder ammoniumnitrat som förvarats i en hangarbyggnad i stadens hamn orsakade explosionen.[24][25]
- 7 augusti – Minst 17 personer omkommer då Air India Express Flight AXB 1344 havererar vid landning på flygplatsen i Kozhikode, Indien.[26]
- 9 augusti – Presidentval äger rum i Belarus. Valresultatet leder till omfattande protester och anklagelser om valfusk sedan den sittande presidenten Aleksandr Lukasjenko utropat sig till segrare.[27]
- 11 augusti
  - Svjatlana Tsichanouskaja, som ställt upp som kandidat i den gångna söndagens presidentval i Belarus, tar sig till Litauen för att sätta sig och sina barn i säkerhet.[28]
  - Coronaviruspandemin: Rysslands president Vladimir Putin tillkännager att landets hälsoministerium har godkänt världens första vaccin mot covid-19 efter mindre än två månaders testning på människor.[29]
  - I USA nomineras Kamala Harris till vicepresidentkandidat av Demokraternas presidentkandidat Joe Biden.[30]
- 18 augusti – Malis president Ibrahim Boubacar Keïta avsätts i en oblodig militärkupp.[31]
- 28 augusti
  - Japans premiärminister Shinzo Abe tillkännager sin avgång av hälsoskäl.[32]
  - Våldsamma upplopp sker i Rosengård i Malmö under fredagskvällen efter att det danska högerextrema partiet Stram Kurs genomfört en otillåten koranbränning och en manifestation mot islam i staden.[33]

### September
- 16 september
  - Yoshihide Suga efterträder avgående Shinzo Abe som Japans premiärminister.[34]
  - Svenska Handelsbanken meddelar att man planerar att stänga 180 av sina bankkontor i Sverige.[35]
- 25 september – Bah Ndaw tillträder som Malis tillfälliga president efter en statskupp föregående månad.[36]

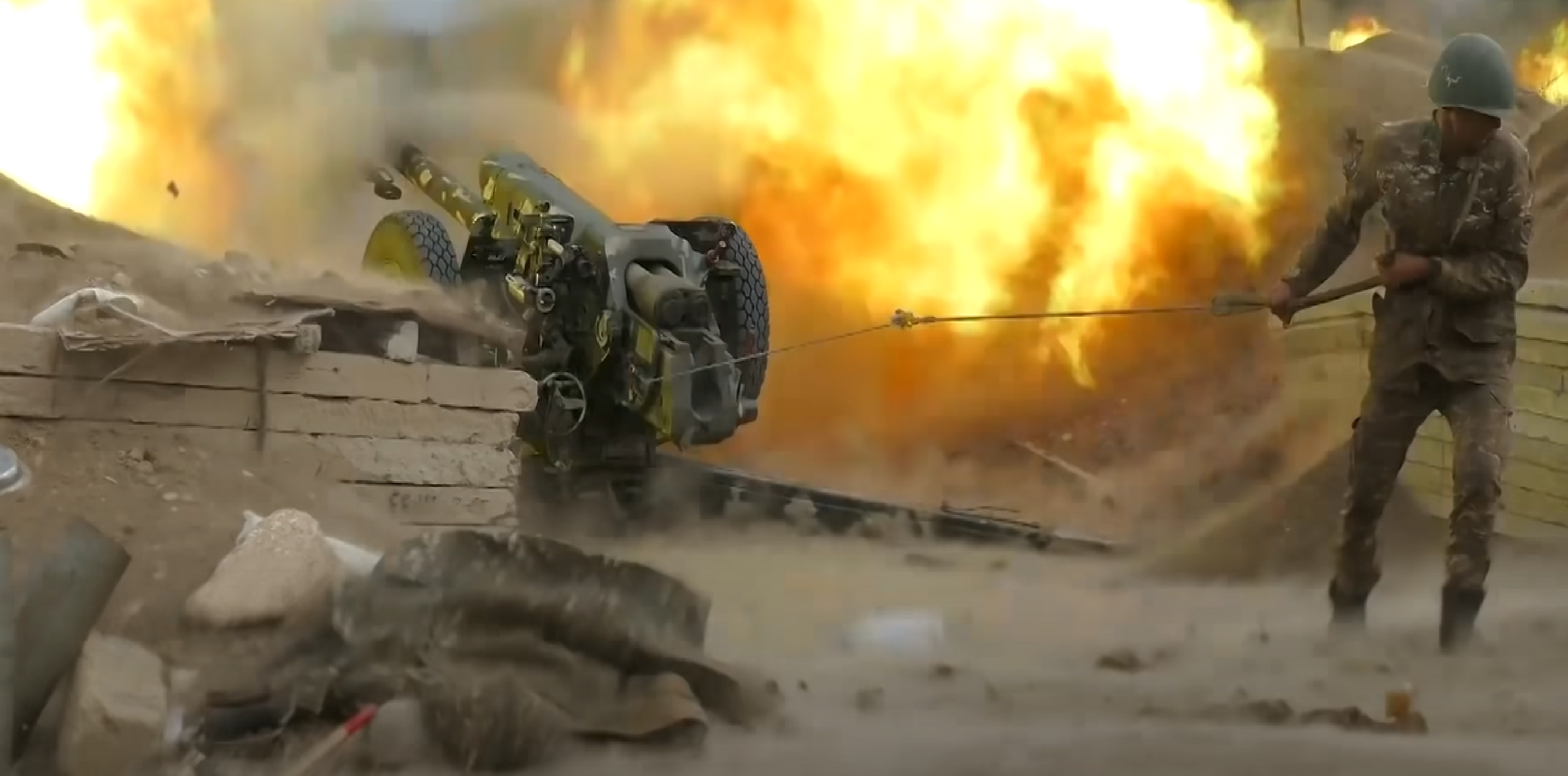
Stridigheter uppstår mellan Armenien och Azerbajdzjan i Nagorno-Karabach, vilket föranleder införandet av undantagstillstånd och militär mobilisering i båda länderna.

- 27 september – Stridigheter uppstår mellan Armenien och Azerbajdzjan i Nagorno-Karabach, vilket föranleder införandet av undantagstillstånd och militär mobilisering i båda länderna.[37][38]
- 29 september – Coronaviruspandemi: Antalet döda i covid-19 beräknas till en miljon världen över, enligt siffror från amerikanska Johns Hopkins University.[39]

### Oktober
- 1 oktober
  - Bryan Stevenson, Lottie Cunningham Wren, Nasrin Sotoudeh samt Ales Bialiatski och den belarusiska människorättsorganisationen Viasna tilldelas 2020 års Right Livelihood Award.[40]
  - Coronaviruspandemin: USA:s president Donald Trump testas positivt för covid-19.[41]
- 5 oktober – Stockholmsbörsen stänger med ett börsindex (OMXS) på 735, all-time-high, och har därmed återtagit hela kursfallet från coronaviruspandemins början. Förra toppen (732) inträffade 19 februari. Som lägst stod index på 478 den 23 mars.[42]
- 11 oktober – Ett godståg och en passagerarbuss kolliderar i provinsen Chachoengsao i Thailand vilket orsakar minst 18 människors död.[43]
- 13 oktober – Författaren och journalisten Ingrid Carlberg samt författaren, kritikern och översättaren Steve Sem-Sandberg väljs in som ledamöter i Svenska Akademien. De väntas tillträda vid Akademiens högtidssammankomst den 20 december.[44]
- 16 oktober – Den 47-årige historieläraren Samuel Paty mördas av en 18-årig islamistisk terrorist i Conflans-Sainte-Honorine utanför Paris, Frankrike.[45][46]
- 22 oktober – Landsomfattande protester inleds i Polen sedan det styrande partiet Lag och rättvisa lagt fram planer på stora inskränkningar i landets abortlagstiftning.[47]
- 25 oktober – I Chile hålls en folkomröstning om att byta ut den konstitution som landet haft sedan Pinochets militärdiktatur.[48]

- 29 oktober

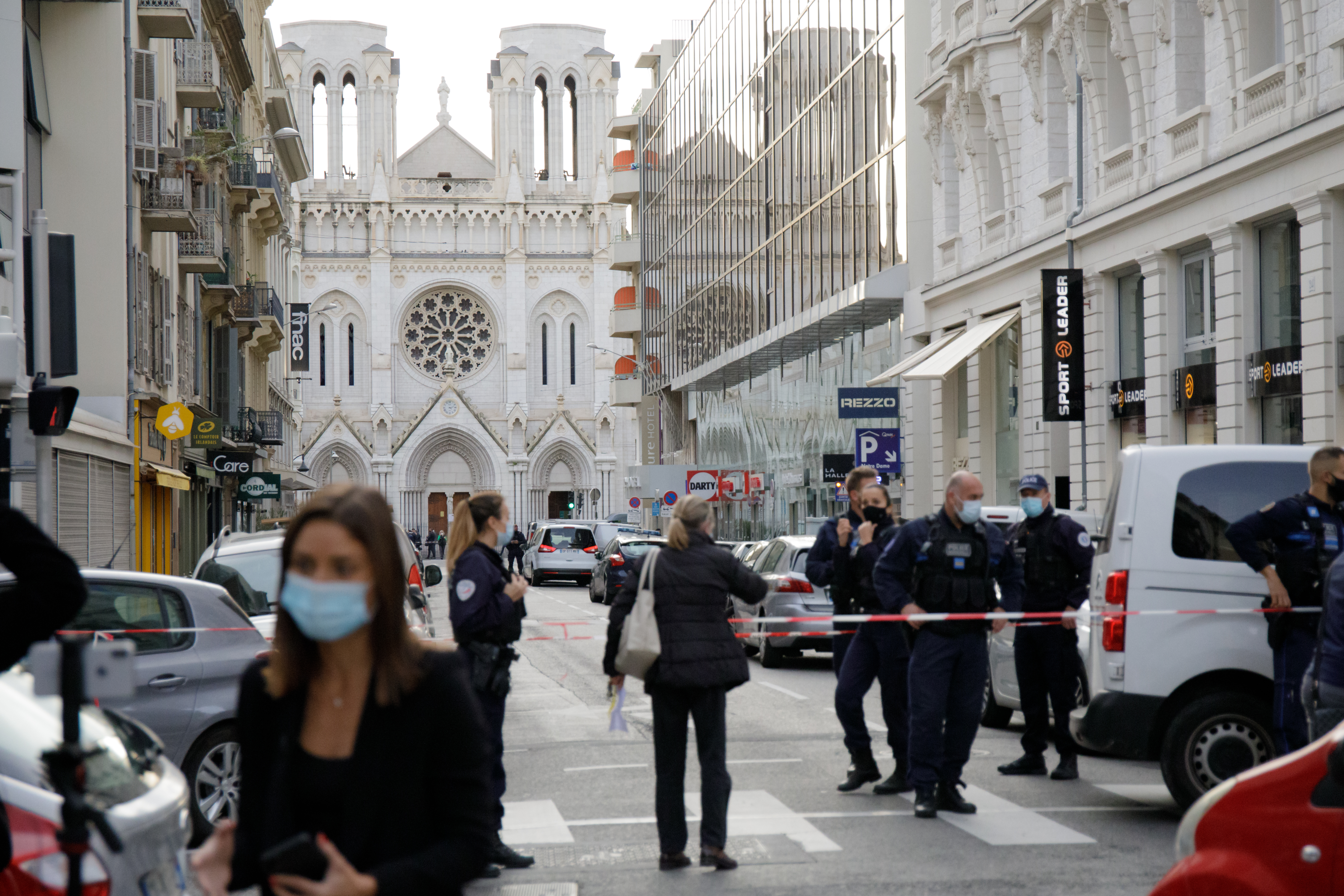
Tre personer dödas av en gärningsman i kyrkan Notre Dame de Nice i Nice i Frankrike i ett islamistiskt terrordåd.

  - Tre personer dödas av en gärningsman i kyrkan Notre Dame de Nice i Nice, Frankrike i vad som uppges vara ett islamistiskt terrordåd.[49]
  - Travhästen Propulsion visas efter utredning vara nervsnittad. Vinstsummor på 26,3 miljoner kronor krävs tillbaka av Svensk Travsport.[50]
- 30 oktober – Minst 116 personer dödas då en jordbävning i östra Egeiska havet drabbar Grekland och Turkiet.[51]

### November
- 2 november
  - 35 personer dödas och omkring 50 skadas då tre gärningsmän med kopplingar till Islamiska staten öppnar eld vid en bokmässa på Kabuls universitet i Kabul, Afghanistan.[52]
  - Fyra personer dödas och 22 skadas då en gärningsman med kopplingar till Islamiska staten öppnar eld i centrala Wien, Österrike. Gärningsmannen skjuts sedan till döds av polis.[53]

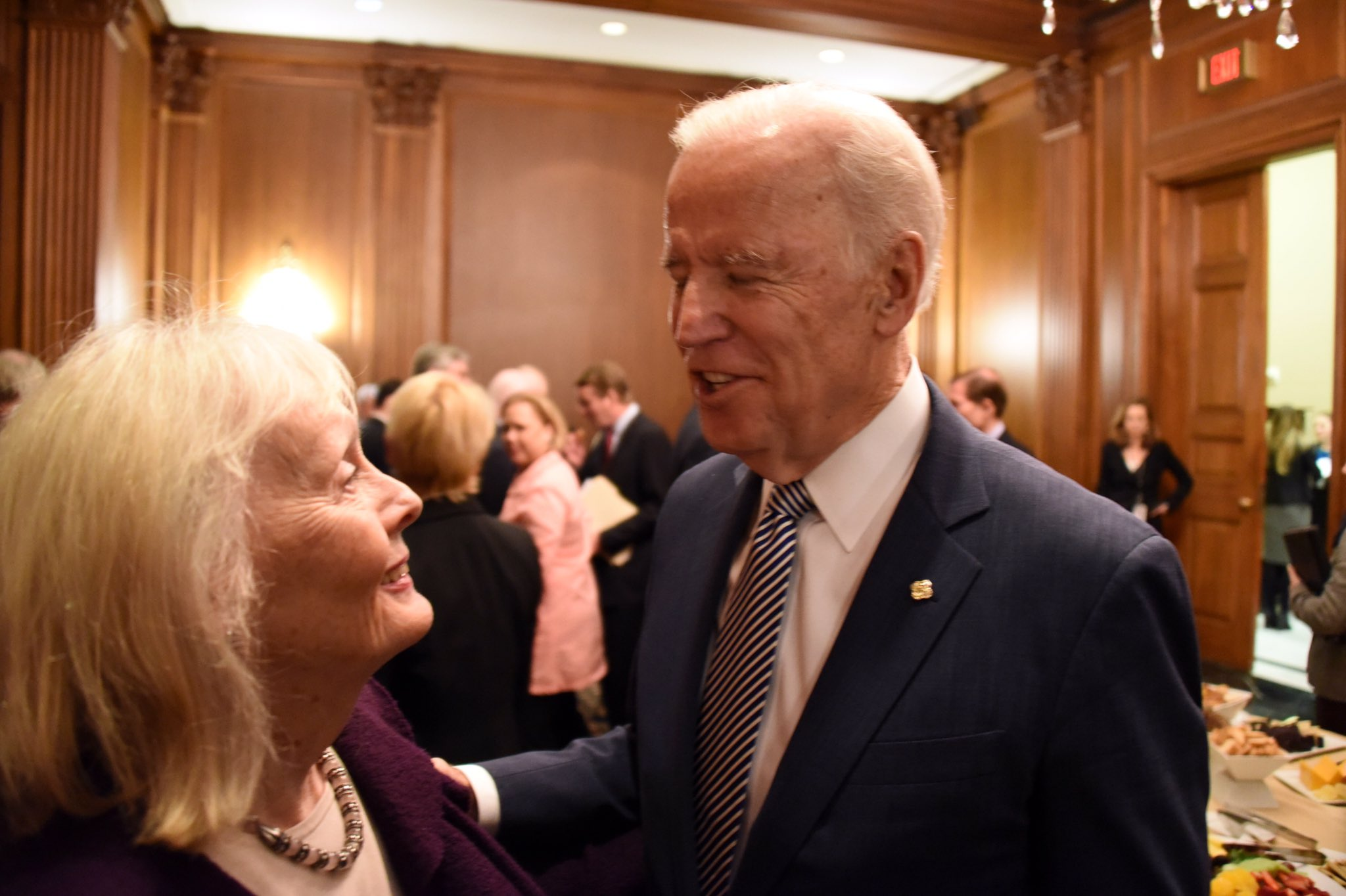
Presidentval i USA.

- 3 november – Demokraten Joe Biden ställs mot den sittande Republikanen Donald Trump vid Presidentvalet i USA.[54]
- 4 november – Demokraten Sarah McBride blir den förste transpersonen att väljas in i USA:s representanthus i samband med valet i landet.[55]
- 7 november – Baserat på det preliminära resultatet från den gångna tisdagens presidentval i USA, förväntas Joe Biden bli USA:s kommande president.[56]
- 11 november – Coronaviruspandemin: Sveriges regering föreslår ett tillfälligt förbud mot servering av alkohol på restauranger och barer efter klockan 22 för att förhindra spridningen av covid-19. Förbudet föreslås gälla från och med den 20 november fram till den 28 februari 2021.[57]

### December
- 1 december
  - Arecibo-observatoriet i Puerto Rico kollapsar till följd av kabelbrott som inträffat tidigare under året.[58]
  - Stavhopparen Armand Duplantis tilldelas Svenska Dagbladets guldmedalj 2020.[59]
- 4 december – Sångerskan Nadja Holm vinner finalen av Idol 2020.[60]

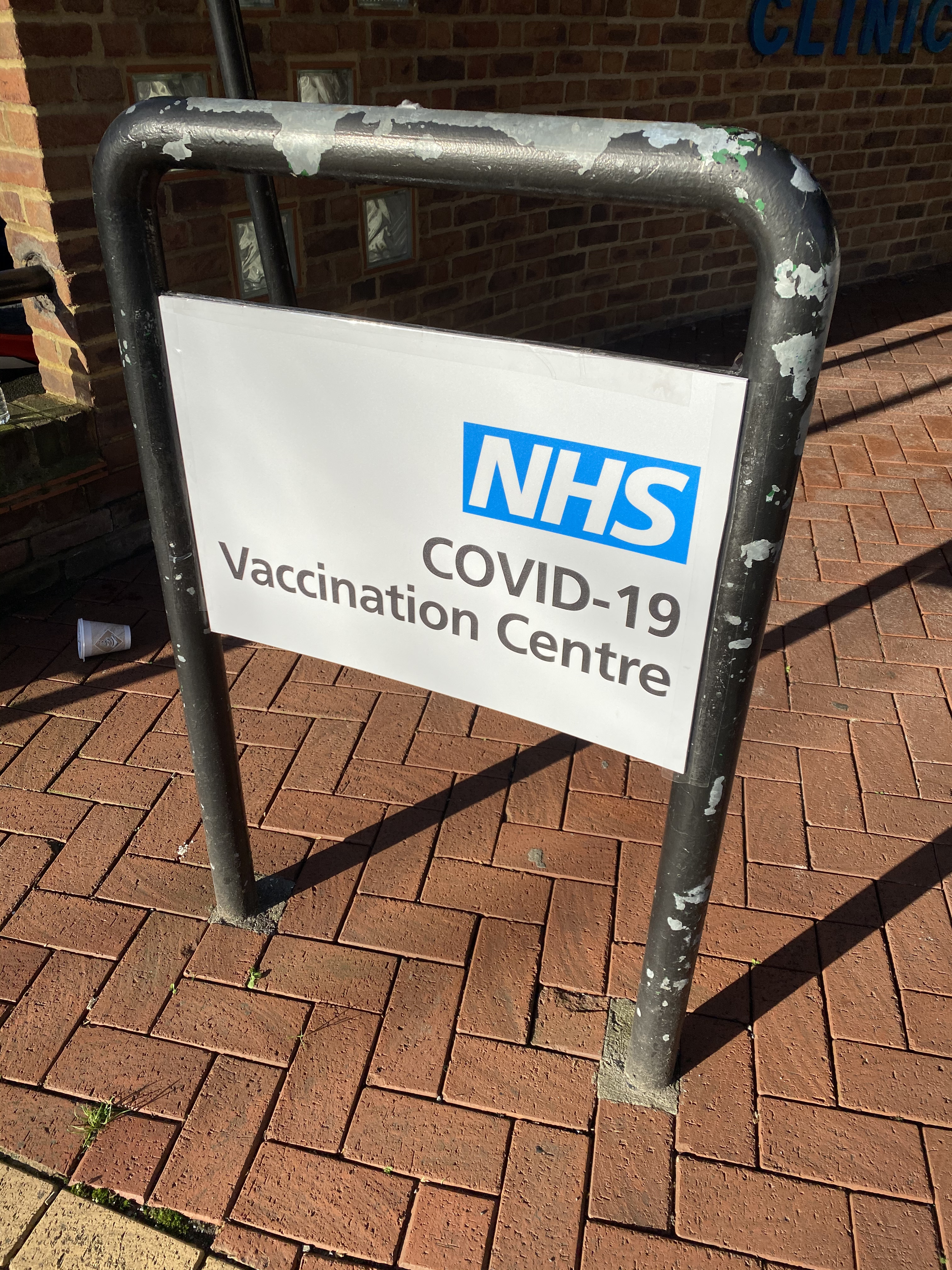
Coronavaccination inleds i Storbritannien.

- 8 december – Coronaviruspandemin: Storbritannien inleder sin massvaccination mot covid-19.[61]
- 15 december – Konstvetaren Kirsten Langkilde tvingas avgå som chef för Det Kongelige Danske Kunstakademis Billedkunstskoler efter en kulturskandal.[62]
- 17 december
  - Sveriges finansminister Magdalena Andersson utses till ny ordförande för Internationella valutafondens högsta rådgivande organ (IMFC).[63]
  - Politikern Peter Eriksson meddelar att han lämnar sin post som Sveriges biståndsminister med omedelbar verkan.[64]
- 24 december – Maia Sandu tillträder som Moldaviens president. Hon blir därmed landets första kvinnliga president.[65]
- 27 december – Vaccination mot Covid-19 i Sverige påbörjas. Cirka 10 000 doser av Pfizer/BioNTechs vaccin fördelas jämnt över landets 21 regioner. Under veckan väntas leverans av ytterligare 80 000 doser vaccin.[66]
- 30 december – Ett jordskred inträffar i Gjerdrums kommun i Norge.[67]

## Rörliga högtidsdagar

### Kristendom
- Fettisdagen: 25 februari
- Påskdagen: 12 april
- Kristi himmelsfärds dag: 21 maj
- Pingstdagen: 31 maj
- Midsommardagen: 20 juni
- Alla helgons dag: 31 oktober

### Judendom
- Rosh hashana (judiskt nyår): 19 september
- Yom kippur (försoningsdagen): 28 september
- Chanukka: 10 december

### Islam
- 1 ramadan: 24 april
- Islamiskt nyår: 20 augusti

### Kinesiskt
- Kinesiskt nyår: 25 januari (råttans år)

### Profana dagar
- Mors dag: 31 maj
- Fars dag: 8 november

## Födda
- 10 maj – Charles, luxemburgsk prins.

## Avlidna

### Januari

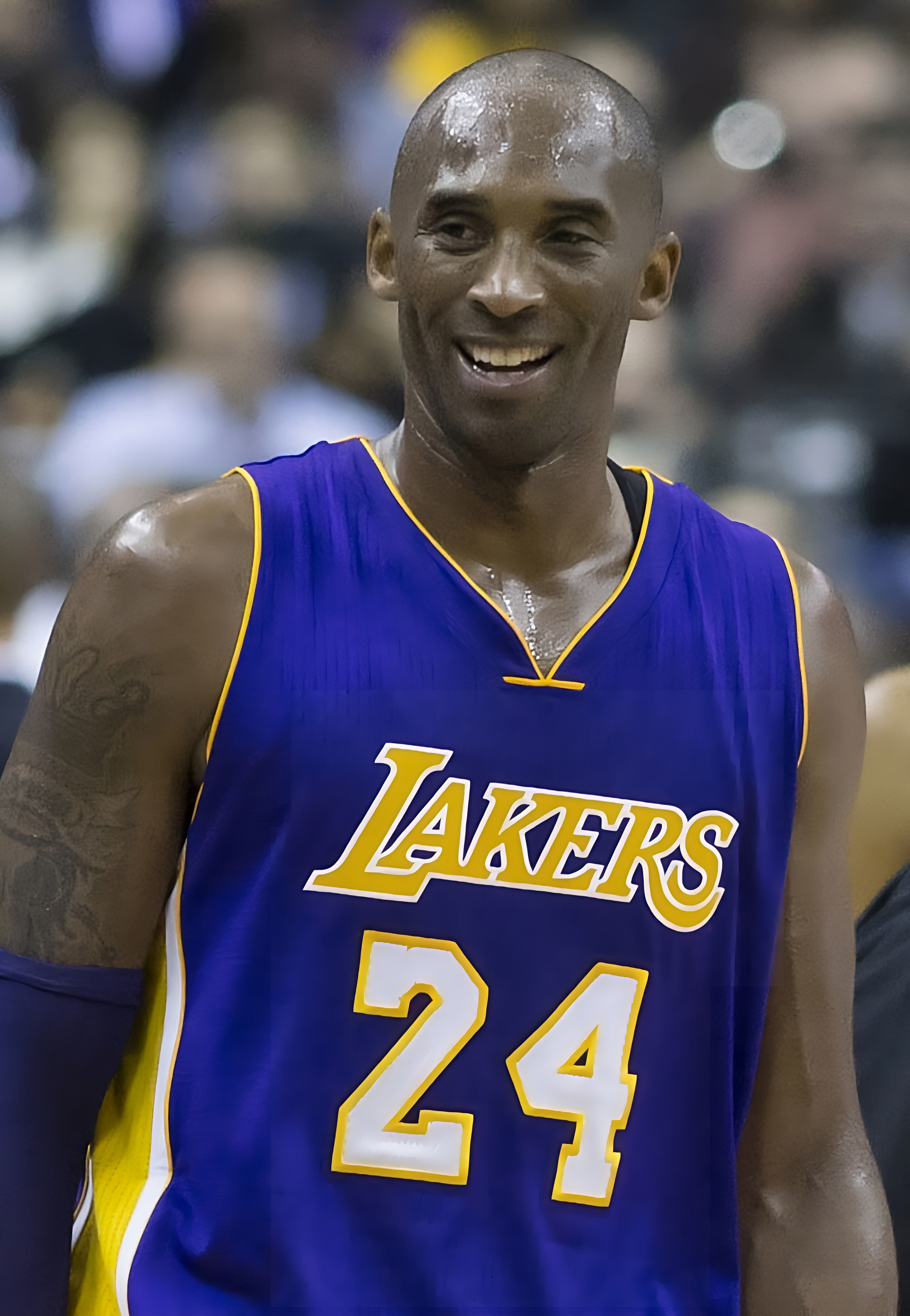
Den amerikanske basketspelaren Kobe Bryant avled 26 januari, 41 år gammal.

- 1 januari – David Stern, 77, amerikansk advokat, kommissarie för National Basketball Association 1984–2014.
- 3 januari
  - Qasem Soleimani, 62, iransk general.
  - Bo Winberg, 80, svensk gitarrist (The Spotnicks).
- 7 januari – Neil Peart, 67, kanadensisk sångtextförfattare och trumslagare (Rush).
- 9 januari – Mike Resnick, 77, amerikansk science fiction-författare.
- 10 januari – Qabus ibn Said, 79, Omans sultan sedan 1970.
- 12 januari – Roger Scruton, 75, brittisk filosof och författare.
- 16 januari – Christopher Tolkien, 95, brittisk lektor i engelska och författare, son till J.R.R. Tolkien.
- 17 januari – Derek Fowlds, 82, brittisk skådespelare.
- 18 januari – Mary Andersson, 90, svensk författare.
- 25 januari – Holger Romander, 98, svensk jurist och polischef, riksåklagare 1966–1978 och rikspolischef 1978–1987.
- 21 januari – Terry Jones, 77, brittisk komiker, skådespelare, manusförfattare och regissör.
- 26 januari – Kobe Bryant, 41, amerikansk basketspelare.
- 27 januari – Lina Ben Mhenni, 36, tunisisk internetaktivist och bloggare.
- 30 januari – Jörn Donner, 86, finländsk författare, regissör och producent.

### Februari

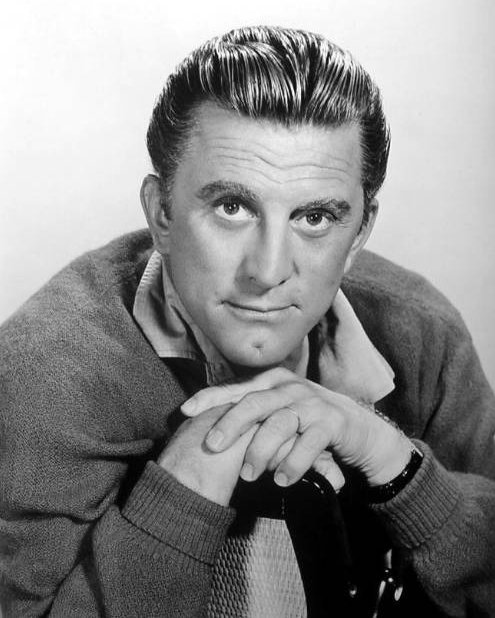
Den amerikanske skådespelaren Kirk Douglas avled 5 februari, 103 år gammal.

- 4 februari – Daniel arap Moi, 95, kenyansk politiker, Kenyas president 1978–2002.
- 5 februari
  - Stanley Cohen, 97, amerikansk biokemist, Nobelpristagare i fysiologi eller medicin 1986.
  - Kirk Douglas, 103, amerikansk skådespelare.
- 6 februari – Ola Magnell, 74, svensk sångare och låtskrivare.
- 7 februari – Li Wenliang, 33, kinesisk ögonläkare som varnade för spridningen av en ny okänd lungsjukdom (covid-19).
- 9 februari – Margareta Hallin, 88, svensk operasångare (koloratursopran), skådespelare och tonsättare.
- 18 februari – Einar Heckscher, 81, svensk författare och översättare.
- 24 februari
  - Katherine Johnson, 101, amerikansk matematiker.
  - Jahn Teigen, 70, norsk sångare och musiker.
  - Olof Thunberg, 94, svensk skådespelare och regissör.
- 25 februari
  - Dmitrij Jazov, 95, rysk marskalk och politiker, Sovjetunionens försvarsminister 1987–1991.
  - Hosni Mubarak, 91, egyptisk militär och politiker, Egyptens president 1981–2011.
- 27 februari – Colin S. Gray, 76, brittisk statsvetare och militärteoretiker.

### Mars
- 1 mars

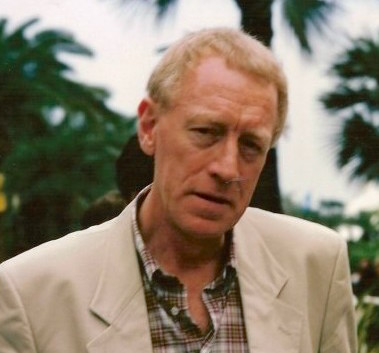
Den svenske skådespelaren och regissören Max von Sydow avled den 8 mars, 90 år gammal.

  - Ernesto Cardenal, 95, nicaraguansk präst, författare och politiker, Nicaraguas kulturminister 1979–1987.
  - Stefan Lindqvist, 52, svensk fotbollsspelare.
- 4 mars – Javier Pérez de Cuéllar, 100, peruansk diplomat, FN:s generalsekreterare 1982–1991.[68]
- 5 mars – Daniel Hjorth, 88, svensk förlagsman och litteraturskribent.
- 6 mars
  - Anne-Marie Berglund, 68, svensk författare.
  - McCoy Tyner, 81, amerikansk jazzpianist.
- 8 mars – Max von Sydow, 90, svensk-fransk skådespelare och regissör.
- 14 mars – Genesis P-Orridge, 70, brittisk musiker och konstnär.
- 15 mars – Lasse Sandlin, 76, svensk sportjournalist.
- 17 mars – Betty Williams, 76, nordirländsk fredsaktivist, mottagare av Nobels fredspris 1976.
- 20 mars – Kenny Rogers, 81, amerikansk countrysångare, låtskrivare och musiker.
- 21 mars – Lorenzo Sanz, 76, spansk affärsman och president för Real Madrid.
- 23 mars – Lucia Bosè, 89, italiensk skådespelare.
- 24 mars – Albert Uderzo, 92, fransk serieskapare (Asterix).
- 28 mars – Kerstin Behrendtz, 69, svensk musikredaktör och programledare.
- 29 mars
  - Philip W. Anderson, 96, amerikansk fysiker, Nobelpristagare i fysik 1977.
  - Krzysztof Penderecki, 86, polsk kompositör och dirigent.
- 30 mars – Bill Withers, 81, amerikansk sångare.

### April

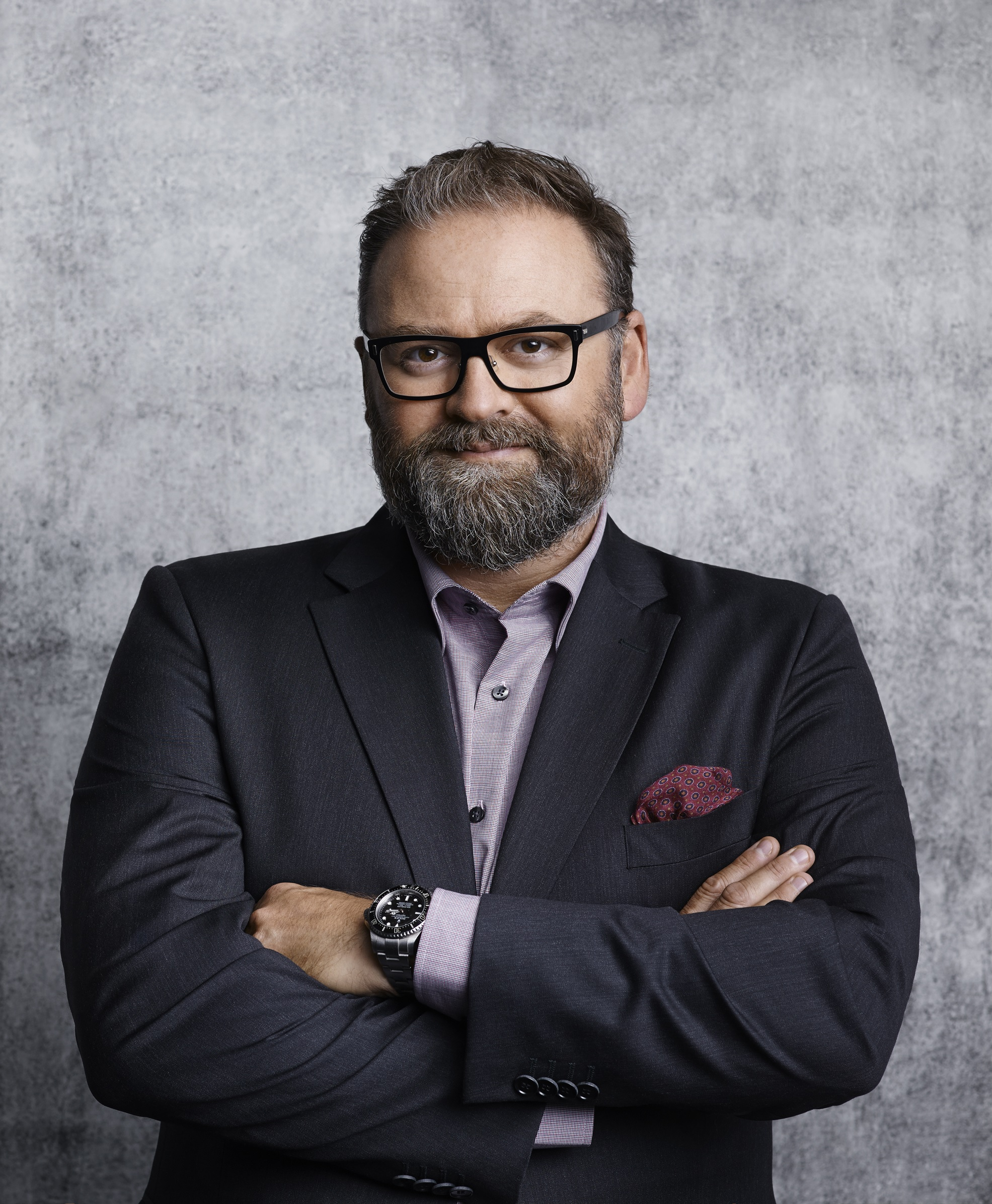
Den svenske radio- och TV-programledaren Adam Alsing avled 15 april, 51 år gammal.

- 4 april – Susanna Ramel, 100, svensk skådespelare och sångare.
- 7 april – John Prine, 73, amerikansk folksångare och countrymusiker.
- 8 april – Lars-Eric Lundvall, 86, svensk ishockeyspelare och tränare (Södertälje SK, Västra Frölunda IF).
- 12 april – Stirling Moss, 90, brittisk racerförare.[69]
- 14 april – Kerstin Meyer, 92, svensk operasångare (mezzosopran).
- 15 april
  - Adam Alsing, 51, svensk radio- och TV-programledare.
  - Lee Konitz, 92, amerikansk jazzmusiker och kompositör.
- 18 april – Lennart Jirlow, 83, svensk konstnär.
- 25 april – Per Olov Enquist, 85, svensk författare, dramatiker och regissör.
- 29 april
  - Yahya Hassan, 24, dansk-palestinsk poet.
  - Maj Sjöwall, 84, svensk författare, journalist och översättare.
- 30 april – Florian Schneider, 73, tysk musiker och kompositör (Kraftwerk).

### Maj

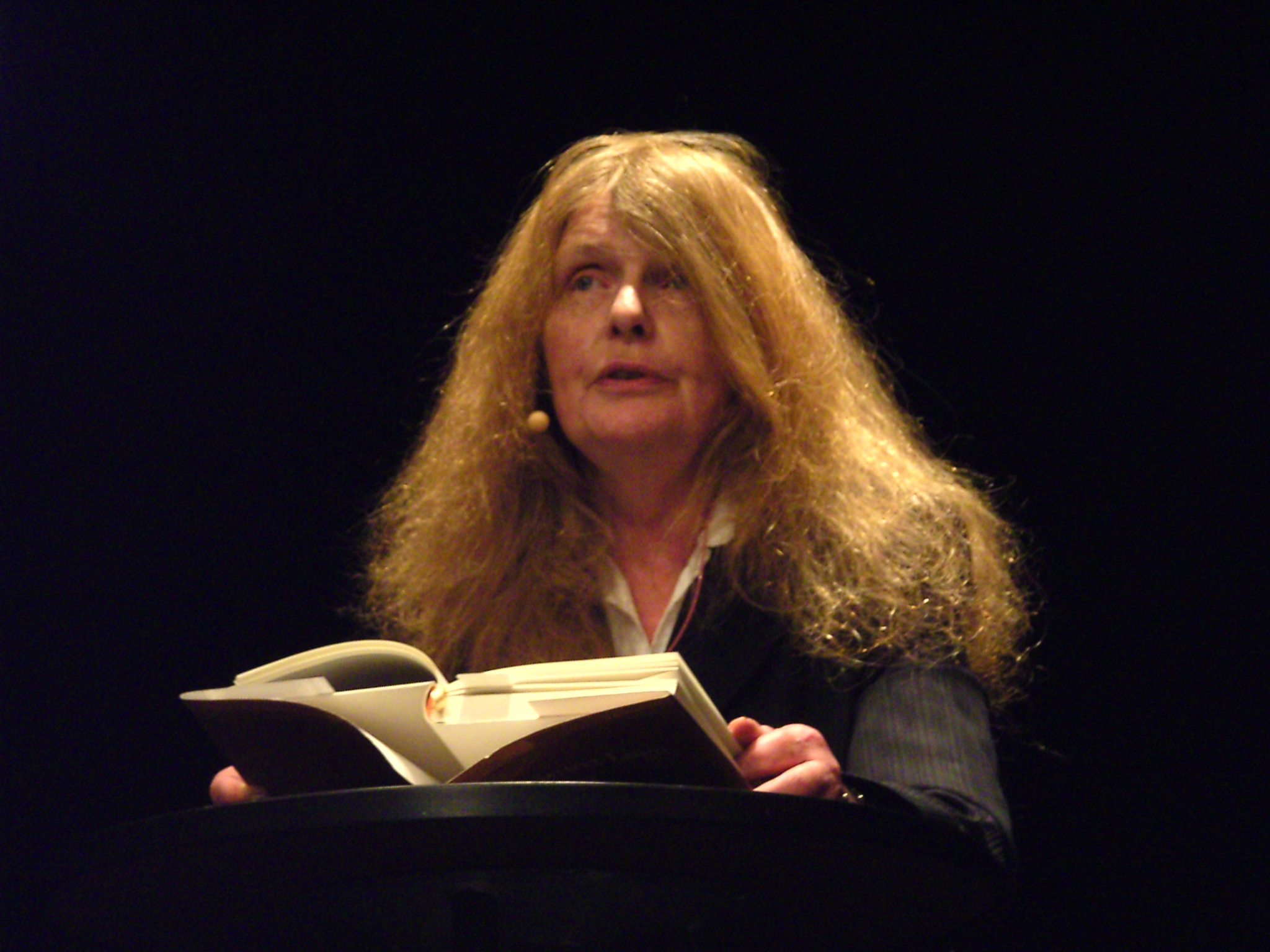
Den svenska poeten, dramatikern och ledamoten av Svenska Akademien Kristina Lugn avled 9 maj, 71 år gammal.

- 2 maj – Jan-Olof Strandberg, 93, svensk skådespelare, teaterchef och regissör.
- 3 maj – Bob Lander, 78, svensk musiker (The Spotnicks).
- 4 maj – Gunnar Larsson, 80, svensk idrottsledare och politiker.
- 9 maj
  - Little Richard, 87, amerikansk sångare och musiker.
  - Kristina Lugn, 71, svensk poet och dramatiker, ledamot av Svenska Akademien.
- 11 maj
  - Jerry Stiller, 92, amerikansk skådespelare och komiker.
  - Björner Torsson, 83, svensk poet och arkitekt.
- 15 maj – Claes Borgström, 75, svensk jurist och politiker (Socialdemokraterna, Vänsterpartiet), jämställdhetsombudsman 2000–2007.
- 21 maj – Oliver Williamson, 87, amerikansk nationalekonom, mottagare av Sveriges Riksbanks ekonomipris till Alfred Nobels minne 2009.
- 25 maj – Jackie Jakubowski, 68, svensk författare och journalist.
- 27 maj – Ingrid Sjöstrand, 97, svensk författare och journalist.

### Juni

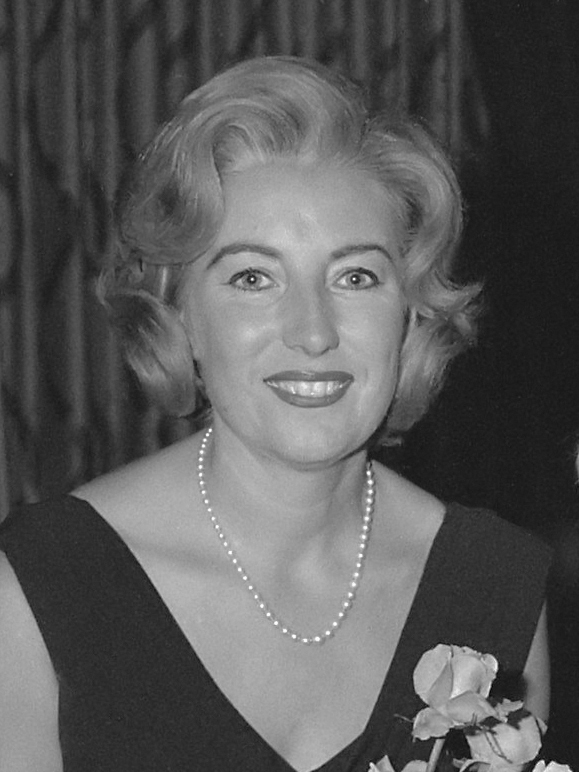
Den brittiska sångaren Vera Lynn avled 18 juni, 103 år gammal.

- 4 juni – Bernt Bylund, 82, svensk ishockeyspelare.
- 7 juni – Jean Bolinder, 84, svensk författare, dramatiker och regissör.
- 8 juni – Pierre Nkurunziza, 55, burundisk politiker, Burundis president sedan 2005.
- 18 juni – Vera Lynn, 103, brittisk sångare.
- 19 juni
  - Ian Holm, 88, brittisk skådespelare.
  - Carlos Ruiz Zafón, 55, spansk författare.
- 22 juni – Joel Schumacher, 80, amerikansk filmregissör och manusförfattare.
- 27 juni – Mats Rådberg, 72, svensk countrysångare och kompositör.
- 29 juni – Carl Reiner, 98, amerikansk komiker, skådespelare och filmregissör.

### Juli
- 1 juli – Beate Grimsrud, 57, norsk författare och dramatiker.
- 6 juli – Ennio Morricone, 91, italiensk kompositör.
- 12 juli – Kelly Preston, 57, amerikansk skådespelare.
- 13 juli – Grant Imahara, 49, amerikansk programledare, elektroingenjör och robotbyggare.
- 14 juli – Naya Rivera, 33, amerikansk skådespelare.
- 17 juli – John Lewis, 80, amerikansk medborgarrättsaktivist och politiker.
- 23 juli – Hassan Brijany, 59, iransk-svensk skådespelare.
- 25 juli
  - Jim Frick, 68, svensk travtränare och kusk.
  - Peter Green, 73, brittisk gitarrist och sångare (Fleetwood Mac).
- 26 juli – Olivia de Havilland, 104, brittisk-amerikansk skådespelare.
- 28 juli – Gisèle Halimi, 93, fransk-tunisisk advokat och feminist.

### Augusti
- 1 augusti – Wilford Brimley, 85, amerikansk skådespelare.
- 3 augusti – John Hume, 83, nordirländsk politiker, mottagare av Nobels fredspris 1998.
- 4 augusti – Frances E. Allen, 88, amerikansk datavetare och matematiker.
- 9 augusti – Göran Forsmark, 65, svensk skådespelare.
- 11 augusti – Trini Lopez, 83, amerikansk sångare och skådespelare.
- 18 augusti – Hans Cavalli-Björkman, 92, svensk bankman, ordförande i Malmö FF 1975–1998.
- 23 augusti – Bengt Roslund, 90, svensk TV-producent.
- 28 augusti
  - Assar Lindbeck, 90, svensk nationalekonom.
  - Chadwick Boseman, 43, amerikansk skådespelare.
- 31 augusti – Pranab Mukherjee, 84, indisk politiker, Indiens president 2012–2017.

### September

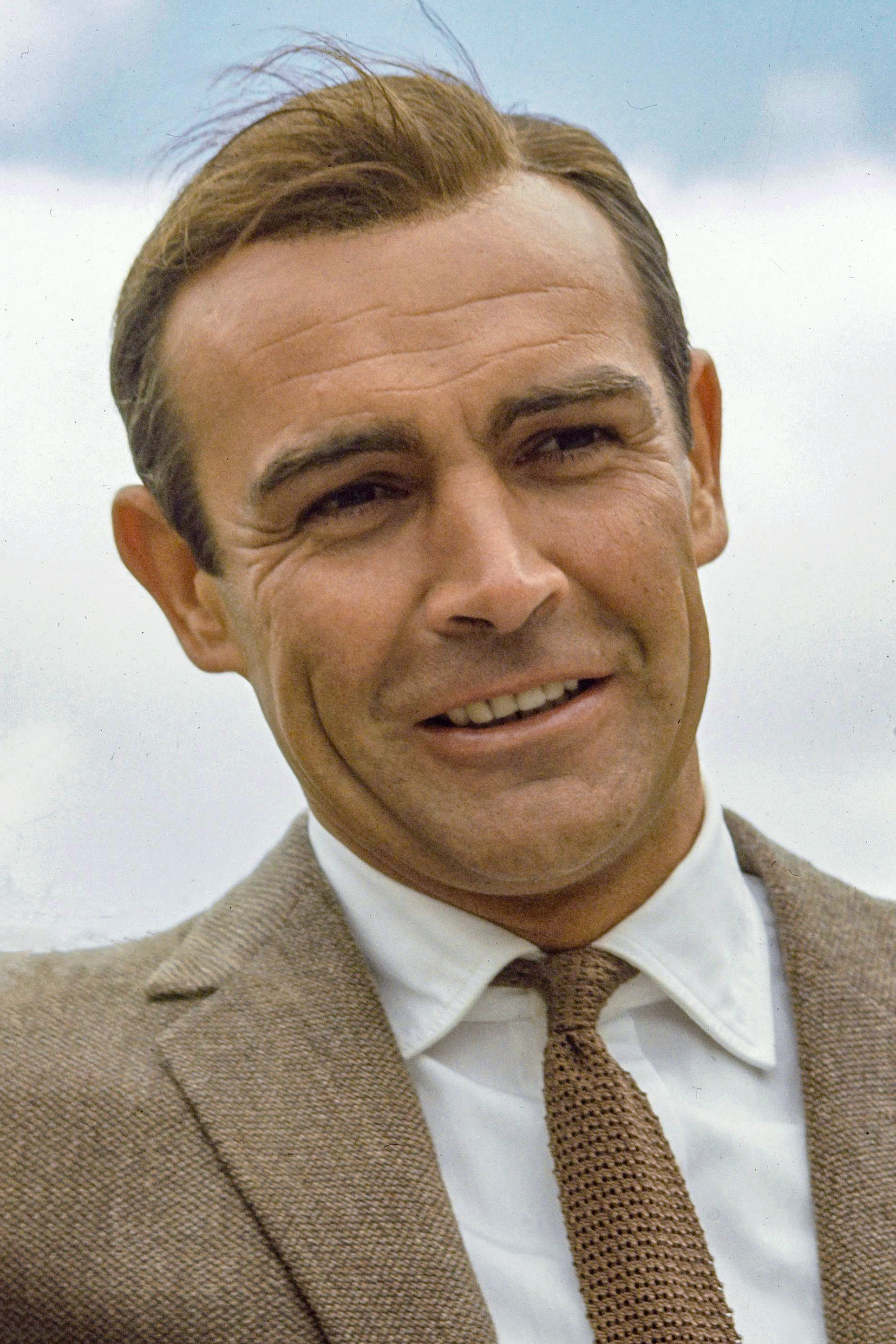
Den brittiske skådespelaren Sean Connery, avled 31 oktober, 90 år gammal.

- 2 september – David Graeber, 59, amerikansk antropolog och anarkist.
- 4 september – Carl-Henning Wijkmark, 85, svensk författare, översättare och litteraturkritiker.
- 6 september – Anita Lindblom, 82, svensk sångare och skådespelare.
- 10 september – Diana Rigg, 82, brittisk skådespelare.
- 18 september – Ruth Bader Ginsburg, 87, amerikansk jurist, ledamot av USA:s högsta domstol 1993–2020.
- 21 september
  - Arthur Ashkin, 98, amerikansk fysiker, Nobelpristagare i fysik 2018.
  - Lars-Åke Lagrell, 80, svensk fotbollsledare och ämbetsman, ordförande för Svenska Fotbollförbundet 1991–2011.
- 22 september – Agne Simonsson, 84, svensk fotbollsspelare och -tränare.
- 23 september – Juliette Gréco, 93, fransk sångare och skådespelare.
- 29 september – Sabah al-Ahmad al-Jabir as-Sabah, 91, Kuwaits emir 2006–2020.
- 30 september – Pia Juul, 58, dansk författare, poet och dramatiker, medlem av Danska akademien 2005–2020.

### Oktober

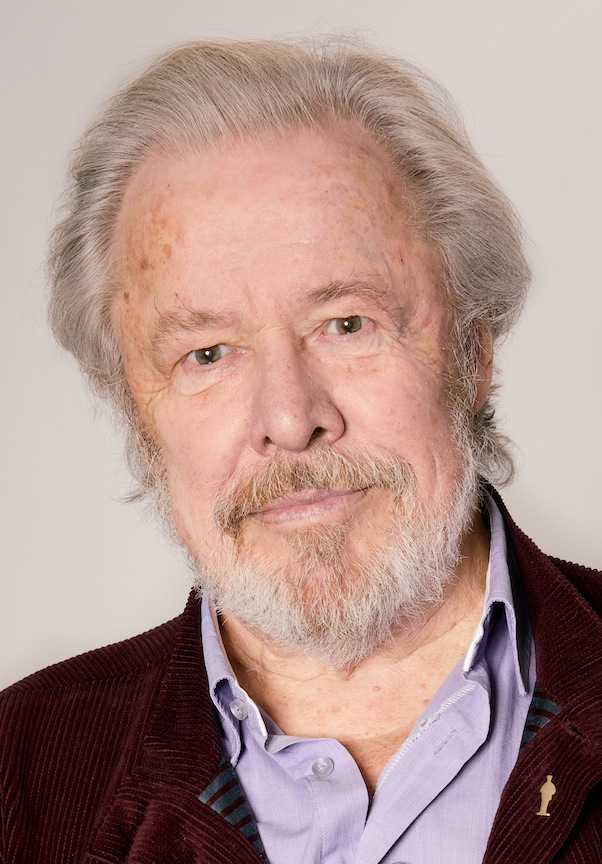
Den svenske skådespelaren Sven Wollter avled 10 november, 86 år gammal.

- 1 oktober – Maud Hansson Fissoun, 82, svensk skådespelare
- 6 oktober
  - Eddie Van Halen, 65, amerikansk gitarrist (Van Halen).
  - Johnny Nash, 80, amerikansk sångare och låtskrivare.
- 7 oktober – Mario Molina, 77, mexikansk kemist, Nobelpristagare i kemi 1995.
- 14 oktober – Rhonda Fleming, 97, amerikansk skådespelare.
- 19 oktober – Spencer Davis, 81, brittisk sångare och gitarrist (The Spencer Davis Group).
- 30 oktober – Jan Myrdal, 93, svensk författare, skribent och debattör.
- 31 oktober – Sean Connery, 90, brittisk skådespelare och producent.

### November

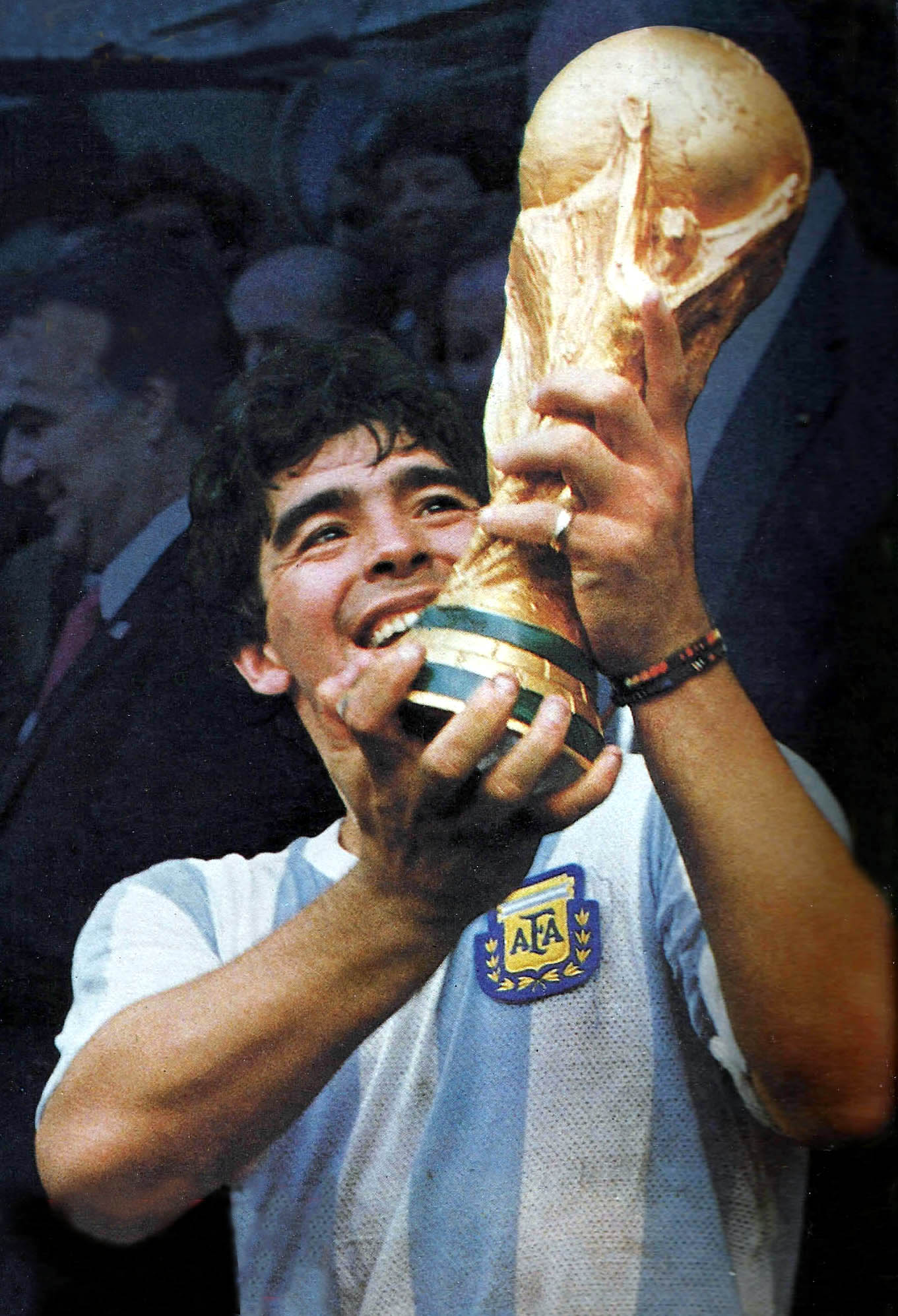
Den argentinske fotbollsspelaren Diego Maradona avled 25 november, 60 år gammal.

- 5 november – Geoffrey Palmer, 93, brittisk skådespelare.
- 10 november – Sven Wollter, 86, svensk skådespelare och författare.
- 11 november – Khalifa ibn Sulman al-Khalifa, 84, bahrainsk kunglighet och politiker, Bahrains premiärminister 1970–2020.
- 12 november – Jerry Rawlings, 73, Ghanas president 1979 och 1981-2000.[70]
- 23 november – David Dinkins, 93, amerikansk demokratisk politiker, New Yorks borgmästare 1990–1993.
- 25 november – Diego Maradona, 60, argentinsk fotbollstränare och fotbollsspelare.[71]
- 28 november – David Prowse, 85, brittisk kroppsbyggare och skådespelare.

### December
- 2 december – Valéry Giscard d’Estaing, 94, fransk politiker, Frankrikes president 1974–1981.
- 7 december – Sam Nilsson, 84, svensk journalist, TV-chef och politiker (Högerpartiet), VD för Sveriges Television 1981–1999.
- 12 december – John le Carré, 89, brittisk författare.[72]
- 17 december
  - Pelle Svensson, 77, svensk advokat och brottare.[73]
  - Jeremy Bulloch, 75, brittisk skådespelare.
- 29 december
  - Pierre Cardin, 98, fransk modedesigner.[74]
  - Gösta Linderholm, 79, svensk sångare, musiker, kompositör och sångtextförfattare.[75]